# Macrosteles abludens
Macrosteles abludens är en insektsart som beskrevs av Anufriev 1968. Macrosteles abludens ingår i släktet Macrosteles och familjen dvärgstritar. Inga underarter finns listade i Catalogue of Life.